# Monroe (Georgia)
Monroe è una città degli Stati Uniti d'America, situata nello Stato della Georgia e in particolare nella contea di Walton, della quale è il capoluogo. La città fa parte dell'area metropolitana di Atlanta. È stata il set del film Chissà perché... capitano tutte a me.